# Serie B 1988/89
Die Serie B 1988/89 war die 57. Spielzeit der zweithöchsten italienischen Spielklasse im Fußball der Männer. Die reguläre Saison wurde am 11. September 1988 mit dem ersten Spieltag eröffnet und am 18. Juni 1989 mit dem 38. Spieltag beendet. Am 24. und 25. Juni 1989 fanden ein Play-off- und ein Play-out-Spiel statt. Aufgrund der Aufstockung der Serie A von 16 auf 18 Mannschaften zur Spielzeit 1988/89 nahmen jeweils einmalig nur zwei Absteiger sowie fünf Aufsteiger an dieser Spielzeit teil.
Die Meisterschaft sowie den Aufstieg in die Serie A sicherte sich Genua 1893. Die AS Bari und Udinese Calcio stiegen ebenso auf wie die US Cremonese, die sich im Play-off gegen Reggina Calcio durchsetzte. Den Abstieg in die Serie C1 mussten Sambenedettese Calcio, der Taranto FC und der FC Piacenza antreten. Der FC Empoli unterlag im Play-out gegen Brescia Calcio und stieg ebenfalls ab.
Torschützenkönig der Spielzeit wurde Salvatore Schillaci von der ACR Messina mit 23 Treffern.

## Statistiken

### Tabelle
| Pl.             | Verein                  | Sp. | S  | U  | N  | Tore    | Diff. | Punkte | Anm. |
| --------------- | ----------------------- | --- | -- | -- | -- | ------- | ----- | ------ | ---- |
| 1.              | Genua 1893              | 38  | 16 | 19 | 3  | 035:130 | +22   | 51:25  | ▲    |
| 2.              | AS Bari                 | 38  | 16 | 19 | 3  | 038:210 | +17   | 51:25  | ▲    |
| 3.              | Udinese Calcio          | 38  | 13 | 19 | 6  | 037:240 | +13   | 45:31  | ▲    |
| 4.              | US Cremonese            | 38  | 13 | 18 | 7  | 040:300 | +10   | 44:32  | ( ▲) |
| 5.              | Reggina Calcio (N)      | 38  | 13 | 18 | 7  | 033:310 | +2    | 44:32  | ( ▲) |
| 6.              | Cosenza Calcio (N)      | 38  | 17 | 10 | 11 | 035:290 | +6    | 44:32  |      |
| 7.              | US Avellino (A)         | 38  | 11 | 19 | 8  | 031:290 | +2    | 41:35  |      |
| 8.              | ACR Messina             | 38  | 13 | 12 | 13 | 046:420 | +4    | 38:38  |      |
| 9.              | Polisportiva Licata (N) | 38  | 11 | 15 | 12 | 039:400 | −1    | 37:39  |      |
| 10.             | AC Parma                | 38  | 8  | 21 | 9  | 029:310 | −2    | 37:39  |      |
| 11.             | US Catanzaro            | 38  | 8  | 19 | 11 | 024:260 | −2    | 35:41  |      |
| 12.             | Barletta Calcio         | 38  | 8  | 19 | 11 | 040:430 | −3    | 35:41  |      |
| 13.             | Ancona Calcio (N)       | 38  | 6  | 23 | 9  | 028:350 | −7    | 35:41  |      |
| 14.             | Calcio Padova           | 38  | 10 | 15 | 13 | 027:350 | −8    | 35:41  |      |
| 15.             | Calcio Monza (N)        | 38  | 7  | 20 | 11 | 031:320 | −1    | 34:42  |      |
| 16.             | Brescia Calcio          | 38  | 9  | 16 | 13 | 027:290 | −2    | 34:42  | ( ▼) |
| 17.             | FC Empoli (A)           | 38  | 8  | 18 | 12 | 029:330 | −4    | 34:42  | ( ▼) |
| 18.             | Sambenedettese Calcio   | 38  | 7  | 17 | 14 | 021:300 | −9    | 31:45  | ▼    |
| 19.             | Taranto FC              | 38  | 8  | 13 | 17 | 024:400 | −16   | 29:47  | ▼    |
| 20.             | FC Piacenza             | 38  | 7  | 12 | 19 | 020:410 | −21   | 26:50  | ▼    |
| Stand: Endstand |                         |     |    |    |    |         |       |        |      |

| Zum Saisonende 1988/89: |                                     |
| ( ▲)                    | Aufstieg in die Serie A 1989/90     |
| ( ▲)                    | Teilnahme am Play-off               |
| ( ▼)                    | Teilnahme am Play-out               |
| ( ▼)                    | Abstieg in die Serie C1 1989/90     |
| Zum Saisonende 1987/88: |                                     |
| (A)                     | Absteiger aus der Serie A 1987/88   |
| (N)                     | Aufsteiger aus der Serie C1 1987/88 |

### Torschützenliste
Bei gleicher Anzahl an Toren sind die Spieler alphabetisch nach Nachnamen bzw. Künstlernamen sortiert.
| Pl.             | Nat.    | Name                | Mannschaft          | Tore |
| --------------- | ------- | ------------------- | ------------------- | ---- |
| 01.             | Italien | Salvatore Schillaci | ACR Messina         | 23   |
| 02.             | Italien | Antonio De Vitis    | Udinese Calcio      | 15   |
| 02.             | Italien | Francesco La Rosa   | Polisportiva Licata | 15   |
| 04.             | Italien | Francesco Baiano    | FC Empoli           | 14   |
| 04.             | Italien | Edi Bivi            | US Cremonese        | 14   |
| 06.             | Italien | Fulvio Simonini     | Calcio Padova       | 13   |
| 07.             | Italien | Massimo Palanca     | US Catanzaro        | 12   |
| 08.             | Italien | Gianfranco Cinello  | US Cremonese        | 10   |
| 08.             | Italien | Luigi Marulla       | US Avellino         | 10   |
| 08.             | Italien | Paolo Monelli       | AS Bari             | 10   |
| 08.             | Italien | Angelo Pierleoni    | ACR Messina         | 10   |
| 08.             | Italien | Gabriele Savino     | Brescia Calcio      | 10   |
| Stand: Endstand |         |                     |                     |      |

### Play-off
Aufgrund der Punktgleichheit der drei Mannschaften auf den Plätzen vier bis sechs wurde der vierte Aufsteiger in einem Play-off ermittelt. Hierzu wurde ein Entscheidungsspiel ausgetragen, bei dem Cosenza Calcio als schlechteste Mannschaft des direkten Vergleichs nicht berücksichtigt wurde. Das Ergebnis des Play-offs wurde für die drei betroffenen Mannschaften unabhängig der Ergebnisse der regulären Spielzeit in die Abschlusstabelle übernommen. Somit wurde die US Cremonese Vierter sowie Aufsteiger, Reggina Calcio Fünfter und Cosenza Calcio Sechster.
| Datum         |              | Ergebnis              |                | Ort     |
| ------------- | ------------ | --------------------- | -------------- | ------- |
| 25. Juni 1989 | US Cremonese | 0:0 n. V. (4:3 i. E.) | Reggina Calcio | Pescara |

### Play-out
Aufgrund der Punktgleichheit der drei Mannschaften auf den Plätzen 15 bis 17 wurde der vierte Absteiger in einem Play-out ermittelt. Hierzu wurde ein Entscheidungsspiel ausgetragen, bei dem Calcio Monza als beste Mannschaft des direkten Vergleichs nicht berücksichtigt wurde. Das Ergebnis des Play-outs wurde für die drei betroffenen Mannschaften unabhängig der Ergebnisse der regulären Spielzeit in die Abschlusstabelle übernommen. Somit wurde Calcio Monza 15., Brescia Calcio 16. und der FC Empoli 17. sowie Absteiger.
| Datum         |                | Ergebnis              |           | Ort    |
| ------------- | -------------- | --------------------- | --------- | ------ |
| 24. Juni 1989 | Brescia Calcio | 0:0 n. V. (3:0 i. E.) | FC Empoli | Cesena |